# بات هيلي (لاعب كرة قدم)
بات هيلي (بالإنجليزية: Pat Healey)‏ هو لاعب كرة قدم أمريكي في مركز الوسط، ولد في 20 ديسمبر 1985 في بالتيمور في الولايات المتحدة. شارك مع منتخب الولايات المتحدة لكرة الصالات. أما مع النوادي، فقد لعب مع Crystal Palace Baltimore ‏.